# Ізоентропійний процес
Ізоентропі́йний проце́с — зміна стану термодинамічної системи, коли не змінюється її ентропія. Умови, при яких тепловий процес буде ізоентропійним, можна отримати з рівності Клаузіуса для оборотних процесів:
{\displaystyle dS={\frac {\delta Q}{T}}},
де {\displaystyle dS} — приріст (диференціал) ентропії, а {\displaystyle \delta Q} — нескінченно мала отримана кількість теплоти. Звідси випливає, що з оборотних процесів ізоентропійним є тільки зворотний адіабатичний процес.
Із нерівності Клаузіуса для незворотних процесів
{\displaystyle dS>{\frac {\delta Q}{T}}},
випливає, що незворотний адіабатичний процес не може бути ізоентропійним.
Але взагалі ізоентропійними можуть бути також незворотні процеси при умові, що зміна ентропії компенсується її притоком або витоком із термодинамічної системи.
Лінію на будь термодинамічної діаграмі, що зображає ізоентропійний процес, можна називати ізоентропою. Але зазвичай її називають адіабатою, оскільки незворотний процес (у тому числі незворотний адіабатичний) не можна коректно зобразити лінією на діаграмі.
Ізоентропійні процеси важливі на практиці (наприклад, адіабатичне розмагнічування) і в теорії (наприклад, вони входять в цикл Карно).